# Vin vào luật pháp

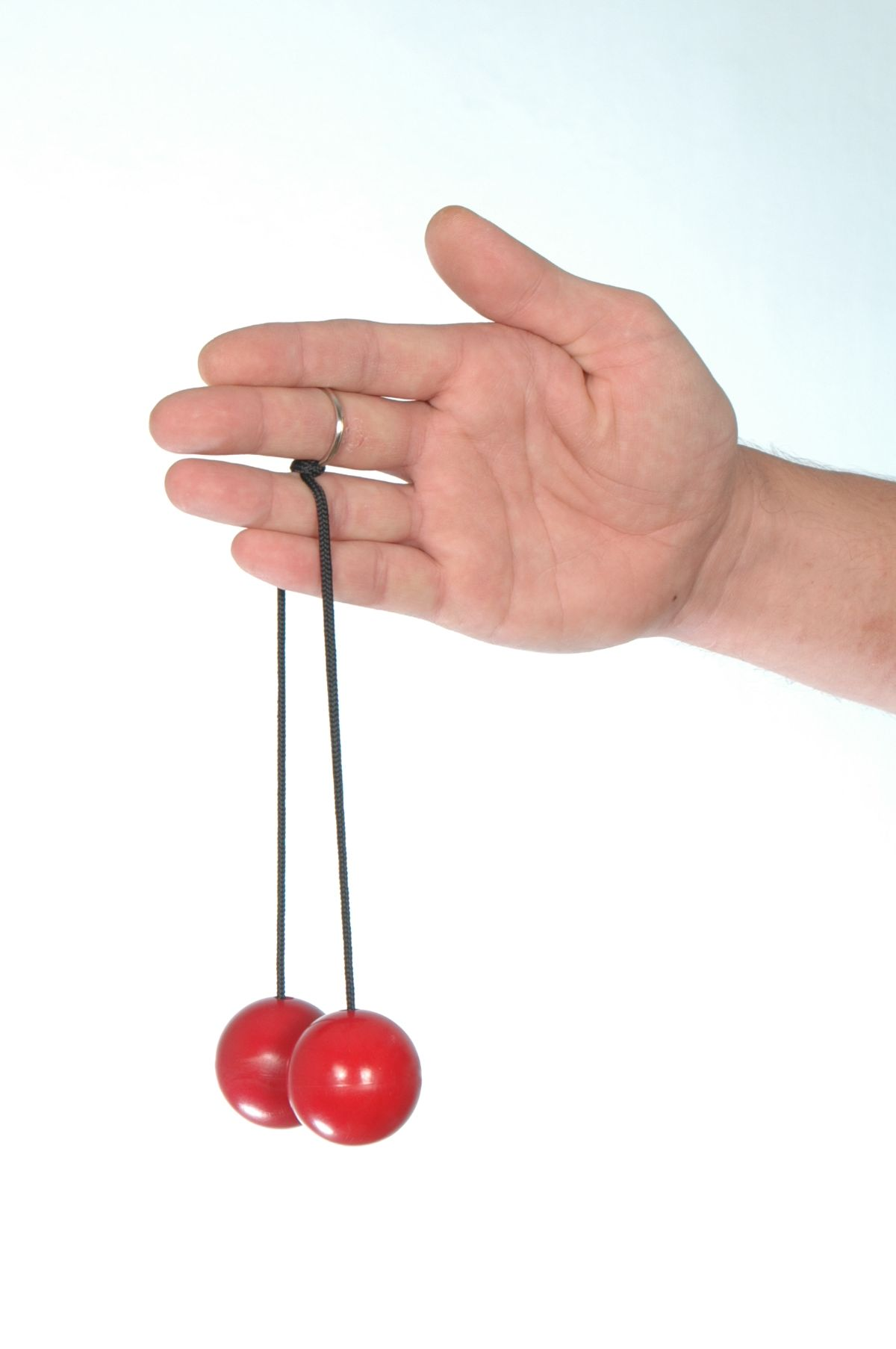
Đồ chơi clacker bất hợp pháp ở Mỹ nhưng không trái đạo đức.

Vin vào luật pháp (tiếng Latin: argumentum ad legem, tiếng Anh: appeal to the law) là là ngụy biện phi hình thức khi người nào cổ xúy hay bảo vệ hành động nào đó chỉ vì nó hợp pháp, hoặc lên án hành động đó là trái đạo đức chỉ vì nó bất hợp pháp. Lối lập luận này là sai lầm bởi vì mặc dù luật lệ thì quan trọng nhưng luật lệ lại không nhất thiết trùng khớp với đạo đức hay lẽ thường của hành động. Trên thực tế, nhiều hành vi bị luật định cấm đoán là những điều sai trái vì bị cấm (malum prohibitum) chứ không phải sai trái vì tự nó sai (malum in se).